# Zu al-hidżdża

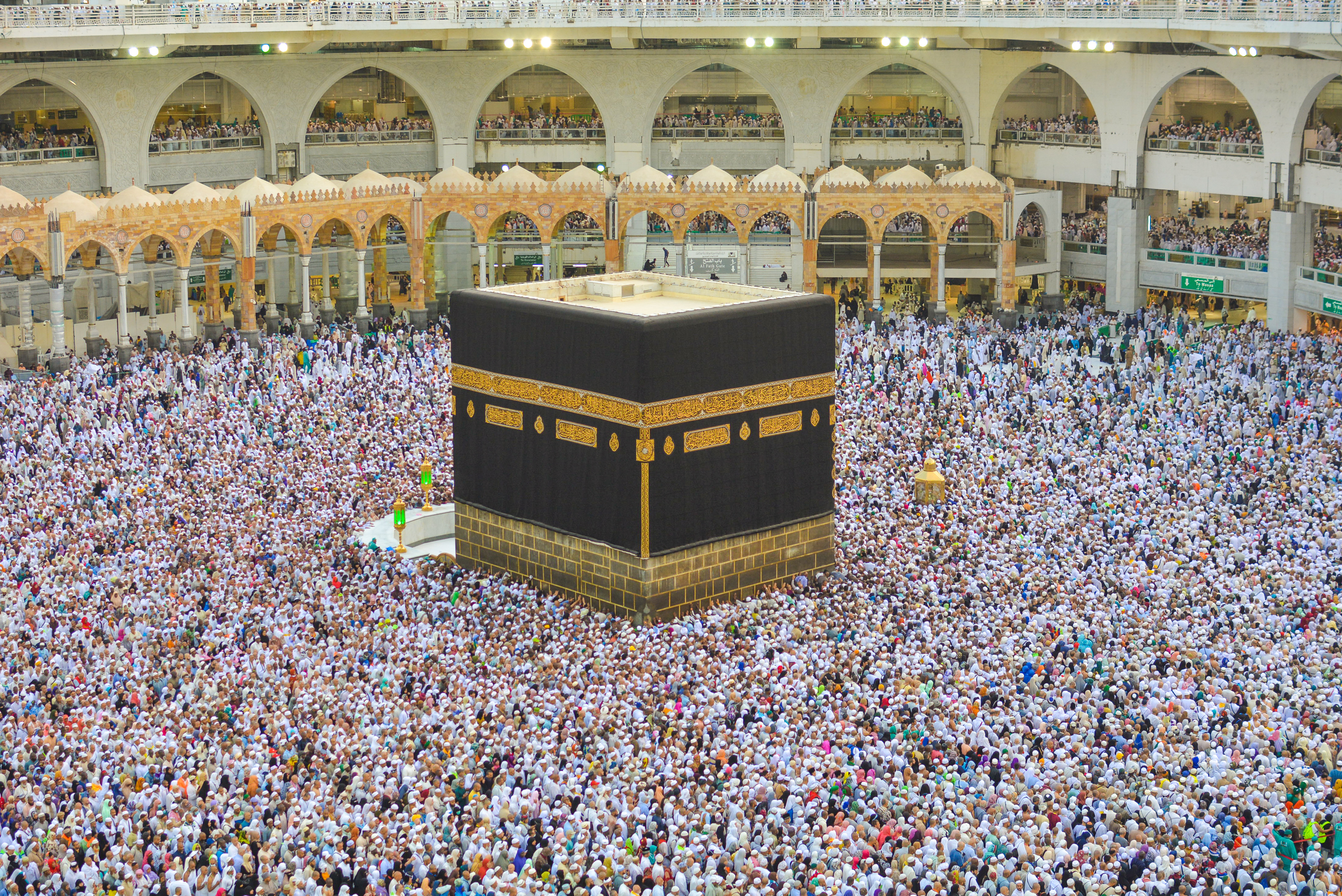
Zdjęcie pielgrzymów zgromadzonych w Meczecie Al-Haram w Mekce (Arabia Saudyjska)

Zu al-hidżdża (arabski: ذو الحجة IPA: [ðʊl.ˈħɪʒ.ʒa]) – nazwa ostatniego, dwunastego miesiąca według księżycowego kalendarza muzułmańskiego. Jest to "miesiąc pielgrzymki", w której szczególnie zaleca się odbycie tzw. "dużej" pielgrzymki do Mekki (al-hadż). W czasach dżahilijji był to okres odbywania pielgrzymek do świętych miejsc przez przedmuzułmańskie plemiona Półwyspu Arabskiego.

## Ważne daty
- 9. dzień miesiąca Zu al-hidżdża – Dzień Arafat
- Największe islamskie święto – Święto Ofiar – Aid al-Adha (arabski: عيد الأضحى) rozpoczyna się 10. dnia tego miesiąca i trwa 3-4 dni (w zależności od regionu świata islamskiego).
- 18. dnia miesiąca Zu al-hidżdża szyici świętują rocznicę wydarzeń z Ghadir Chumm (Aid al-Ghadir)[1][2].